# Автомонов, Павел Фёдорович
Павел Фёдорович Автомонов (укр. Павло Федорович Автомонов; 10 июня 1922, Александровка (ныне Золочевский район, Харьковская область, Украина) — 8 мая 1988, Киев) — украинский советский писатель, сценарист. Кандидат исторических наук.

## Биография
После окончания средней школы был призван на службу в ВМФ СССР. Участник Великой Отечественной войны. Войну встретил моряком Балтийского флота.
В боях за Ленинград получил тяжёлое ранение. После госпиталя вернулся в строй. Разведчик-радист. Неоднократно бывал за линией фронта, где выполнял боевые задания советского командования в тылу группы немецко-фашистских армий «Норд» как радист разведгруппы.
В последние годы жизни работал деканом факультета журналистики Киевского университета.
Умер 8 мая 1988 года. Похоронен в Киеве на Байковом кладбище.

## Творчество
П. Автомонов — автор ряда книг. Основная тема — подвиг советского народа в годы Великой Отечественной войны. Он писал о разведчиках, пограничниках, первыми отражавших вероломное нападение гитлеровской Германии на Советский Союз, о партизанах и подпольщиках, мужестве и героизме советских воинов.

## Избранные произведения
- «Лес шумит» (повесть-хроника, 1955);
- «В Курляндским котле» (Серия: Библиотечка военных приключений). — М.: Воениздат, 1955)
- «Имя его неизвестно» (1960)
- «Отчизны выполняя приказанье» (1975)
- «Мой танк — 317» (1978)
- «Второй фронт» (1980)
- «Каштаны на память» (1985)
- «Мой позывной — „Галка“» (1986).
- «Когда разлучаются двое» (трилогия);
- «Так рождались звёзды»;
- «Недописанная анкета»;
- «Автограф сержанта Цыбули»;
- «Ледовый десант».

Соавтор сценария кинофильма «Дачная поездка сержанта Цыбули» (1979).

## Награды
- орден Отечественной войны I степени;
- орден Отечественной войны II степени;
- орден Красной Звезды;
- орден «Знак Почёта»;
- орден Дружбы Народов;
- медали СССР.